# Erik Eriksson
Erik Frans Oscar Eriksson (Stoccolma, 28 maggio 1879 – Brooklyn, 24 agosto 1940) è stato un nuotatore svedese.

## Carriera
Partecipò alle gare di nuoto della II Olimpiade di Parigi del 1900.
Prese parte alla gara dei 200 metri stile libero arrivando quarto in semifinale, con un tempo di 3'05"8, senza qualificarsi per la finale. Scese in acqua di nuovo per la semifinale dei 200 metri dorso, dove arrivò quarto, qualificandosi per la finale, classificandosi ottavo con un tempo di 3'56"4. Inoltre partecipò alla gara dei 1000 metri stile libero, piazzandosi nono in finale, nuotando in 17'50"0.